# Jana Schiedek

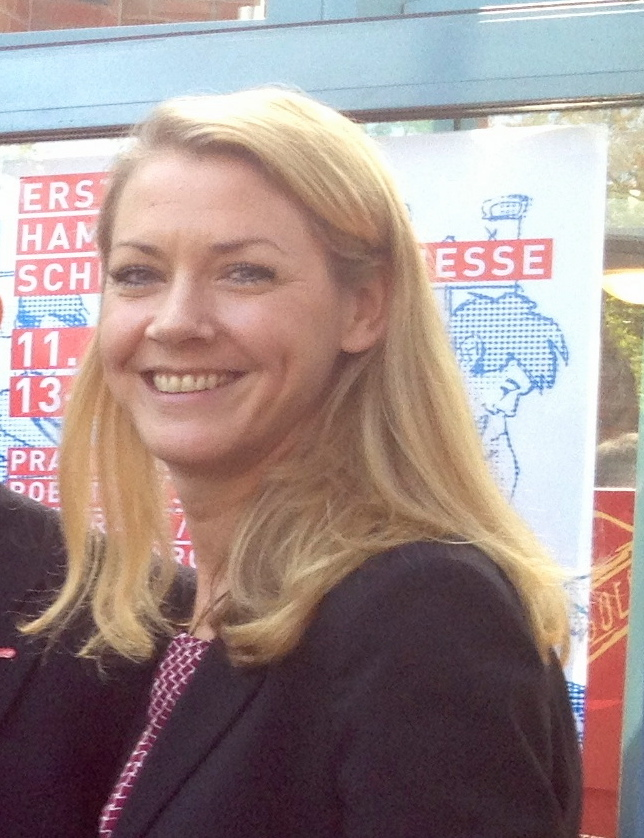
Jana Schiedek 2013 in Hamburg

 Jana Schiedek (* 9. April 1974 in Hamburg) ist eine deutsche Politikerin (SPD) und seit Februar 2017 Staatsrätin der Behörde für Kultur und Medien der Freien und Hansestadt Hamburg. Von März 2011 bis April 2015 war sie Hamburger Senatorin für Justiz und Gleichstellung. Von 2008 bis 2011 war sie Mitglied der Hamburgischen Bürgerschaft.

## Leben und Beruf
Die Tochter eines Verwaltungsbeamten besuchte die Grundschule Iserbarg und das Gymnasium Rissen und verbrachte ein Jahr als Gastschülerin in Frederick (Maryland). Nach dem Abitur 1994 studierte sie Rechtswissenschaften an der Universität Hamburg und schloss das Studium 1999 mit dem ersten Staatsexamen ab. Ausgestattet mit einem  Promotionsstipendium der Friedrich-Ebert-Stiftung begann sie eine Dissertation, die sie jedoch nicht beendete. Ab 2002 absolvierte sie ihr Referendariat am Hanseatischen Oberlandesgericht und beendete es im Mai 2004 mit dem Zweiten juristischen Staatsexamen.
Von Juli 1999 bis Mai 2000 war sie als Wissenschaftliche Mitarbeiterin in einer Rechtsanwaltskanzlei beschäftigt. Von Mai 2000 bis September 2001 war sie Mitarbeiterin des Bürgerschaftsabgeordneten Rolf-Dieter Klooß; danach folgte ab November 2004 eine Anstellung als Regierungsrätin der Freien und Hansestadt Hamburg. Im November 2005 wurde sie Referentin für Europäische Angelegenheiten bei der Hamburg Port Authority.

## Persönliches
Jana Schiedek ist verheiratet und seit März 2014 Mutter eines Sohnes.

## Politik
Seit 1999 ist Jana Schiedek Mitglied in der SPD. Sie war von 2002 bis 2008 Abgeordnete der Bezirksversammlung Hamburg-Mitte und dort ab 2004 Stellvertretende Fraktionsvorsitzende. In der Bezirksversammlung war sie zudem Mitglied im Bauausschuss und Sprecherin der SPD-Fraktion im Ausschuss für öffentliche Ordnung, Sicherheit und Sauberkeit.  
Im Februar 2008 konnte sie bei der Bürgerschaftswahl über den Wahlkreis Hamburg-Mitte als Abgeordnete in die Hamburgische Bürgerschaft einziehen. Für ihre Fraktion war sie Fachsprecherin für Recht und saß im Verfassungs- und Bezirksausschuss, im Innenausschuss sowie im Rechtsausschuss. Zudem war sie Mitglied in den Kontrollgremien für Brief-, Post- und Fernmeldegeheimnis, für den Verfassungsschutz sowie für die Wohnraumüberwachung. Zur Bürgerschaftswahl im Februar 2011 trat sie nicht wieder an.
Nach der für die SPD erfolgreichen Wahl wurde Schiedek am 23. März 2011 von Olaf Scholz zur Senatorin und Präses der Behörde für Justiz und Gleichstellung ernannt. Dem Senat Scholz II gehörte sie nicht mehr an. Am 1. Februar 2017 wurde Schiedek als Nachfolgerin von Carsten Brosda (SPD) zur Staatsrätin der Behörde für Kultur und Medien ernannt.